# Абраамян, Размик Аршалуйсович
Размик Аршалуйсович Абраамян (арм. Ռազմիկ Արշալույսի Աբրահամյան; род. 24 августа 1943) — советский и армянский учёный-медик, доктор медицинских наук, профессор, действительный член Академии наук Армении (2014; член-корреспондент с 2000). Главный акушер-гинеколог Министерства здравоохранения Армении (с 1992). Заслуженный врач Республики Армения (2002).

## Биография
Родился 24 августа 1943 в селе Сулда Ахалкалакского района Грузинской ССР.
С 1962 по 1967 год обучался в лечебно-профилактическом факультете Ереванского государственного медицинского института. с 1970 по 1973 год обучался в аспирантуре этого университета.
С 1973 года на клинической работе в Армянском республиканском роддоме в должностях: врач-гинеколог и с 1987 по 1991 год — главный врач этого роддома.
Одновременно с 1988 года занимался научной работой в должности — директора Армянского республиканского центра перинатологии, акушерства и гинекологии Министерства здравоохранения АрмССР — Армении.
С 1990 года на педагогической работе в Ереванском государственном медицинском университете в должности заведующего кафедрой акушерства и гинекологии. Одновременно с 1992 года — главный акушер-гинеколог Министерства здравоохранения Армении. С 1993 года — директор Центра перинатологии. С 1995 года одновременно на научной работе в Научно-исследовательском центре охраны здоровья матери и ребенка АН Армении в должностях — заведующий отделением неоперативной гинекологии и одновременно с 1999 года — заместитель директора этого центра по науке.

### Научно-педагогическая деятельность и вклад в науку
Основная научно-педагогическая деятельность Р. А. Абраамяна была связана с вопросами в области акушерства и гинекологии, в том числе терапии в этих отраслях медицины, вопросами в области ультразвуковой диагностики в акушерстве и гинекологии, проблемы перинатальной медицинской помощи, в том числе проблемы врождённых пороков развития плода, бесплодия и улучшения репродуктивного здоровья у женщин. Р. А. Абраамян являлся — действительным членом Российской академии медико-технических наук, членом — Международной академии информатизации и Международной академии наук экологии и безопасности жизнедеятельности
В 1973 году защитил кандидатскую диссертацию по теме: «Особенности сердечной деятельности у здоровых женщин во время родов», в 1991 году защитил докторскую диссертацию на соискание учёной степени доктор медицинских наук по теме: «Современные принципы диагностики и лечения ургентных гинекологических заболеваний». В 1992 году ему присвоено учёное звание профессор. В 2000 году был избран член-корреспондентом, в 2014 году — действительным членом НАН Армении. Р. А. Абраамяном было написано более двухсот двадцати научных работ, в том числе тридцати монографий и научных статей опубликованы в ведущих научных журналах.

## Награды и звания
- Медаль Мхитара Гераци (2002)
- Заслуженный врач Республики Армения (2009)[3]
- Золотая медаль А. В. Чижевского Российской академии медико-технических наук (РАМТН)[1]